# Say I Love You
Pour la série télévisée taïwnaise, voir Yonggan shuo chu wo ai ni.
Say I Love You (好きっていいなよ。, Suki-tte ii na yo.) est un manga écrit et dessiné par Kanae Hazuki. Il est prépublié entre 2008 et 2017 dans le magazine Dessert de l'éditeur Kōdansha et dix-huit tomes sont sortis. La version française est publiée par Pika Édition à partir de septembre 2014.
Il est adapté en anime entre octobre et décembre 2012 par le studio Zexcs et en film live en juillet 2014.

## Synopsis
Mei Tachibana est une jeune lycéenne introvertie, depuis son enfance, elle ne souhaite plus avoir d’amis et est cible d’acrimonies et de brimades à l’égard de ses camarades.
Lors d’une journée presque banale, elle frappe d’un coup de pied l’élève le plus populaire du lycée: Yamato Kurosawa, celui-ci n’est non pas indigné mais s'éprend d’un grand intérêt envers la jeune fille.  Après ça, Mei, quant à elle, balaye d’indifférence les avances de Yamato. Jusqu’à ce qu’un soir elle l’appelle à l’aide voyant un stalker la suivre. A ce moment-là Yamato accouru. En pleine nuit noire, il vient la chercher puis, le regard de l’homme posé sur eux, arrache un baiser à Mei.

## Personnages
Mei Tachibana (橘 めい, Tachibana Mei)
Jeune lycéenne de 16 ans, elle est très réservée et renfermée depuis son enfance. Elle a un caractère assez froid. Très jeune, elle a été trahie par ses camarades de classe et elle a perdu toute confiance en l'amitié. Un jour Mei envoie un coup de pied au garçon le plus populaire du lycée sans le faire exprès, Yamato Kurosawa. Ce dernier la trouve intéressante, et depuis, Yamato essaye de devenir son ami mais Mei rejette toutes ses demandes, jusqu'au jour où après qu'il l'a secourue en lui donnant un baiser elle commence à en tomber amoureuse. Peu à peu elle se rapproche de lui jusqu’à ce qu'ils sortent ensemble. Mei vit avec sa mère, son père est mort.
Yamato Kurosawa (黒沢 大和, Kurosawa Yamato)
Adolescent extraverti et populaire, il vit dans l'insouciance. Il a également beaucoup de succès avec les filles, mais il ne s'intéresse qu'à Mei (sa petite amie). Attentionné et protecteur, il pense à son prochain et protège ceux qu'il aime. Il a une petite sœur du nom de Kurosawa Nagi et un grand frère.
Asami Oikawa (及川 あさみ, Oikawa Asami)
Camarade de classe de Mei, elles deviendront peu à peu amies. Les gros seins d'Asami font pour elle l'objet d'un véritable complexe, la jeune fille souhaitant être aimée pour ce qu'elle est et non pour sa poitrine. Elle témoigne d'une profonde admiration pour Yamato depuis que ce dernier l'a défendue au collège et se révèle être une adolescente joviale et romantique qui rêve à son prince charmant. Elle sortira avec Nakanishi Kenji.
Kenji Nakanishi (中西 健志, Nakanishi Kenji)
Meilleur ami de Yamato, il est assez coquin. Il est tout le temps de bonne humeur et source de répliques marrantes. Il aime Asami et finira par le lui avouer et ils sortiront ensemble.
Aiko Mutō (武藤 愛子, Mutō Aiko)
Amie d'Asami et de Mei, au début elle n'aimait pas Mei jusqu’à ce qu'elle apprenne à la connaître. Par le passé Aiko avait un petit ami, avec lui elle voulait être la petite amie idéale, ce qui la conduisis à acheter beaucoup de cosmétique. Cette dernière s'est rendu compte qu'ils abîmaient sa peau. Un jour elle découvrit que son petit ami la trompait alors elle est allée voir Yamato et lui a demandé de coucher avec elle, ce qu'il fit. Ensuite, elle perdit 17 kg en 2 mois.

## Manga
Écrit et dessiné par Kanae Hazuki, le manga est prépublié entre 2008 et 2017 dans le magazine Dessert de l'éditeur Kōdansha,. Le premier volume relié est publié le 11 août 2008 et dix-huit volumes sont sortis. La version française est publiée par Pika Édition à partir de septembre 2014.

## Anime
L'adaptation en série télévisée d'animation est annoncée en mai 2012 dans le magazine Dessert. Celle-ci est produite par le studio ZEXCS avec une réalisation de Takuya Satō et des musiques de Yuuji Nomi. Elle est diffusée sur Tokyo MX du 6 octobre au 30 décembre 2012 et comporte treize épisodes. Un OAD est également sorti avec l'édition limitée du tome 11 du manga,.

## Film en prise de vues réelles
L'adaptation en film en prise de vues réelles est annoncée en juillet 2013. Celui-ci est réalisé et scénarisé par Asako Hyūga et est sorti dans les salles japonaises le 12 juillet 2014. Haruna Kawaguchi interprète le rôle de Mei et Sōta Fukushi celui de Yamato. L'indicatif musical est interprété par One Direction.